# Рувьяно
Рувьяно (итал. Ruviano) — коммуна в Италии, располагается в регионе Кампания, в провинции Казерта.
Население составляет 1914 человека, плотность населения составляет 80 чел./км². Занимает площадь 24 км². Почтовый индекс — 81010. Телефонный код — 0823.
Покровителем коммуны почитается святой Лев I, папа римский, празднование 10 ноября и в первое воскресение мая.